# Municipio de Tzimol
El Municipio de Tzimol es uno de los 124 municipios que conforman el estado de Chiapas, su cabecera es el pueblo de Tzimol.

## Toponimia
Tzimol significa, en náhuatl "Perro viejo".

## Geografía
Se localiza en la Depresión Central, presentando un relieve semiplano en su mayoría, con algunas montañas al norte.

### Límites
Las coordenadas extremas del municipio son: al norte 16°17' de latitud norte; al sur 15°56' de latitud; al este 92°08' de longitud oeste; al oeste 92°21' de longitud. El municipio de Tzimol colinda con los siguientes municipios:
- Al noreste: Comitán de Domínguez.
- Al este: Comitán de Domínguez y La Trinitaria.
- Al sur y oeste: Socoltenango.

## Demografía
De acuerdo a los resultados del Censo de Población y Vivienda de 2020 realizado por el Instituto Nacional de Estadística y Geografía, la población total de Tzimol es de 16 560 habitantes, de los cuales 8 118 son hombres y 8 442 son mujeres.

### Localidades
En el censo de 2020 el municipio de Tzimol contaba con 95 localidades.
| Código INEGI      | Localidad              | Población (2020) |
| ----------------- | ---------------------- | ---------------- |
| 071040001         | Tzimol                 | 6 441            |
| 071040015         | San Vicente la Mesilla | 2 971            |
| 071040017         | Ochusjob               | 1 322            |
| 071040013         | Héroes de Chapultepec  | 1 154            |
| Otras localidades | Otras localidades      | 4 672            |
| Total municipal   | Total municipal        | 16 560           |